# Montpellier Business School
A Montpellier Business School egy 1897-ben alapított európai felsőoktatási intézmény, amely az üzleti tudományok terén nyújt posztgraduális képzést. Egy campusa van, Montpellier-ben.
2019-ben az MBS a Financial Times rangsora szerint a legjobb 69 európai üzleti iskola között szerepelt.
Az iskola programjai AMBA, EQUIS és AACSB hármas akkreditációval rendelkeznek. Az intézmény legismertebb végzősei közé olyan személyiségek tartoznak, mint Eric Besson, volt francia miniszter.